# Крылова, Лидия Евгеньевна
Ли́дия Евге́ньевна Крыло́ва (12 марта 1951, Москва) — советская гребчиха, выступала за сборную СССР по академической гребле в 1970-х годах. Бронзовая призёрша летних Олимпийских игр в Монреале, чемпионка Европы, чемпионка СССР, Спартакиады народов СССР, обладательница Кубка СССР. На соревнованиях представляла спортивное общество «Спартак», мастер спорта международного класса.

## Биография
Лидия Крылова родилась 12 марта 1951 года в Москве. Активно заниматься академической греблей начала в раннем детстве, состояла в столичном добровольном спортивном обществе «Спартак».
Первого серьёзного успеха добилась в сезоне 1972 года, когда попала в основной состав советской национальной сборной и побывала на чемпионате Европы в немецком Бранденбурге — в программе восьмиместных лодок, будучи рулевой, обогнала всех соперниц и завоевала золотую медаль. В 1975 году выступала на европейском первенстве в английском Ноттингеме, в зачёте распашных восьмёрок с рулевой на сей раз заняла пятое место, немного не дотянув до бронзовой награды.
В 1976 году Крылова в очередной раз стала чемпионкой СССР в распашных четвёрках. Благодаря череде удачных выступлений удостоилась права защищать честь страны на летних Олимпийских играх в Монреале — в составе распашного четырёхместного экипажа, куда также вошли гребчихи Людмила Крохина, Надежда Севостьянова, Галина Мишенина и Анна Пасоха, завоевала медаль бронзового достоинства, уступив в финале лишь командам из ГДР и Болгарии.
За выдающиеся спортивные достижения удостоена почётного звания «Мастер спорта СССР международного класса».